# ماوریتس، شاهزاده اورانژ
ماوریتس (به هلندی: Maurits van Oranje) ۱۴ نوامبر ۱۵۶۷ – ۲۳ آوریل ۱۶۲۵) یکی از فرماندهان جمهوری هلند در سده ۱۶ و ۱۷ میلادی بود که پس از استقلال هلند از اسپانیا دیوانسالاری تمامی استان‌های هلند را برعهده گرفت که بعد از مرگ برادرش، شاهزاده اورانژ شد. وی همچنین در روند استقلال هلند از امپراتوری هابسبورگ تأثیر بسزایی داشت.